# 2012년 전국장애인체육대회
제32회 전국장애인체육대회는 2012년 10월 8일부터 10월 12일까지 대한민국 경기도에서 열렸다.

## 개요
- 대회명칭 : 제32회 전국장애인체육대회
- 개최기간 : 2012년 10월 8일 ~ 2012년 10월 12일
- 개최지 : 경기도 (주개최지 : 고양시)
- 구호 : 다함께, 굳세게, 끝까지
- 참가인원 : 6,995명 (선수 4,839명 / 임원 2,156명)
- 종별 : 절단 및 기타장애, 시각장애, 지적장애, 청각장애, 뇌성마비
- 마스코트 : 꿈이와 손이

## 종목

### 정식종목
| - 양궁 - 육상 - 배드민턴 - 보치아 - 사이클 - 휠체어펜싱 - 골볼 - 론볼 - 역도 - 유도 - 사격 - 축구 - 수영 | - 탁구 - 배구 - 농구 - 휠체어테니스 - 휠체어럭비 - 볼링 - 조정 - 골프 - 댄스스포츠 - 요트 - 당구 - 태권도 - 게이트볼 |

## 경기장
| 종목         | 소재지   | 경기장                        | 종별                                | 세부종목  | 비고 |
| ------------ | -------- | ----------------------------- | ----------------------------------- | --------- | ---- |
| 골볼         | 안산시   | 올림픽기념체육관              | 시각장애                            |           |      |
| 농구         | 고양시   | 고양시재활스포츠센터          | 지적장애                            |           |      |
| 농구         | 고양시   | 홀트장애인종합체육관          | 지체장애                            |           |      |
| 당구         | 의정부시 | 의정부실내체육관              | 지체장애/청각장애                   |           |      |
| 론볼         | 시흥시   | 시흥시 론볼경기장             | 지체장애/뇌성마비                   |           |      |
| 휠체어럭비   | 고양시   | 고양어울림누리 체육관         | 지체장애                            |           |      |
| 배구         | 고양시   | 백송고등학교 체육관           | 지체장애                            |           |      |
| 배드민턴     | 수원시   | 수원시 배드민턴전용경기장     | 지체장애/지적장애/청각장애/뇌성마비 |           |      |
| 보치아       | 수원시   | 보훈생활체육센터              | 지체장애/뇌성마비                   |           |      |
| 볼링         | 성남시   | 탄천스포츠센터 볼링장         | 전종별                              |           |      |
| 사격         | 화성시   | 경기도종합사격장              | 지체장애                            |           |      |
| 사이클       | 의정부시 | 의정부 벨로드롬경기장         | 전종별                              | 트랙      |      |
| 사이클       | 여주군   | 여주군 이포보                 | 전종별                              | 도로      |      |
| 수영         | 고양시   | 고양실내체육관 수영장         | 전종별                              |           |      |
| 양궁         | 안산시   | 시낭운동장                    | 지체장애                            |           |      |
| 역도         | 평택시   | 이충문화체육센터              | 전종별                              |           |      |
| 요트         | 평택시   | 평택호                        | 지제장애                            |           |      |
| 유도         | 평택시   | 한국재활복지대학교            | 시각장애/청각장애                   |           |      |
| 육상         | 고양시   | 고양종합운동장                | 전종별                              | 트랙/필드 |      |
| 육상         | 고양시   | 고양시내 일원                 | 전종별                              | 마라톤    |      |
| 조정         | 용인시   | 용인조정경기장                | 지체장애/시각장애/지적장애/뇌성마비 |           |      |
| 축구         | 수원시   | 수원월드컵경기장 보조경기장   | 지적장애                            |           |      |
| 축구         | 수원시   | 수원종합운동장                | 청각장애                            |           |      |
| 축구         | 수원시   | 수원월드컵경기장 인조잔디구장 | 뇌성마비                            |           |      |
| 축구         | 수원시   | 수원월드컵경기장 풋살장       | 시각장애                            |           |      |
| 탁구         | 부천시   | 부천실내체육관                | 지체장애/청각장애                   |           |      |
| 휠체어테니스 | 부천시   | 부천시립테니스장              | 지체장애                            |           |      |
| 파크골프     | 고양시   | 고양파크골프장                | 지체장애/지적장애                   |           |      |
| 휠체어펜싱   | 화성시   | 화성종합경기타운 실내체육관   | 지체장애                            |           |      |
| 태권도       | 성남시   | 성남실내체육관                | 전종별                              |           |      |
| 게이트볼     | 수원시   | 여기산게이트볼장              | 전종별                              |           |      |

## 종합순위
1. 경기도
2. 서울특별시
3. 인천광역시
4. 충청북도
5. 대전광역시
6. 부산광역시
7. 광주광역시
8. 강원도
9. 경상북도
10. 경상남도
11. 대구광역시
12. 울산광역시
13. 충청남도
14. 전라남도
15. 전라북도
16. 제주특별자치도

## 최우수 선수상
최우수 선수상은 전국장애인체육대회 취재 기자단의 투표로 결정된다.
- 최우수 선수상(MVP) : 전민재 (전라북도/육상) - T36 100m, 200m, 400m 금메달 (대회 3관왕)